# 白川郷の湯
白川郷の湯（しらかわごうのゆ）は、岐阜県大野郡白川村にある温泉・宿泊施設。
国道156号荻町交差点近くにあり、白川郷合掌集落へのアクセスは良好である。宿泊だけでなく、日帰り入浴も可能となっている。有限会社白川郷温泉開発が経営している。

## 泉質
- ナトリウム-塩化物鉱泉（低張性-弱アルカリ性-温泉）

## 浴場設備
男女の湯が共に内風呂、サウナ、露天風呂がそれぞれ一つずつ存在するが、設置サウナについては男湯にはドライサウナがあり、女湯にはミストサウナがあるという違いがある。

## 日帰り入浴
料金
- 大人：800円
- 小人（小学生）：400円（6歳未満無料）
- その他：タオル200円/バスタオルレンタル300円/かみそり100円

営業時間
- 7:00〜21:00（最終受付20:30）
- 定休日：木曜日（金曜日は15:00より営業）

## 歴史
- 2002年（平成14年）オープン。動力による揚泉。現在、白川郷世界遺産地区で唯一の温泉。
- 2022年（令和4年）2月10日、火災により一部分を焼失。営業再開に向け建て直しを決定。
- 2023年（令和5年）4月28日、営業を再開した。

## 交通アクセス
- バス:高速バス・路線バスで白川郷バスターミナル下車、徒歩1分[1]。同所までの交通アクセスは白川郷#路線バスを参照のこと。
- 車:東海北陸自動車道白川郷IC、国道156号

## その他
敷地内には慰霊碑が建てられているが、これは元温泉宿の女将とその家族が2004年、行楽中に巻き込まれた平山トンネル正面衝突事故の慰霊碑である。